# USS Fessenden (DE-142)
«Фессенден» (англ. USS Fessenden (DE-142) — військовий корабель, ескортний міноносець класу «Едсалл» військово-морських сил США за часів Другої світової війни.
«Фессенден» був закладений 4 січня 1943 року на верфі Consolidated Steel Corporation в Оранджі, у штаті Техас, де 9 березня 1943 року корабель був спущений на воду. 25 серпня 1943 року він увійшов до складу ВМС США.
Ескортний міноносець «Фессенден» брав участь у бойових діях на морі в Другій світовій війні, супроводжував транспортні конвої союзників в Атлантиці. За час війни затопив німецький підводний човен U-1062.
За бойові заслуги, проявлену мужність та стійкість екіпажу в боях «Фессенден» удостоєний двох бойових зірок, нашивки за участь у бойових діях, медалей «За Європейсько-Африкансько-Близькосхідну», «За Азійсько-Тихоокеанську», «За Американську кампанії» і Перемоги у Другій світовій війні.

## Історія служби
30 вересня 1944 року німецький підводний човен U-1062 був перехоплений в Центральній Атлантиці західніше островів Зеленого мису пошуково-ударною групою на чолі з американським ескортним авіаносцем «Мішн Бей» і потоплений американським ескортним міноносцем «Фессенден». Всі 55 членів екіпажу загинули.